# Obere Vorstadt (Gemeinde Allentsteig)
Die Obere Vorstadt war eine Vorstadt oder vielmehr ein Dorf bei Allentsteig im heutigen Bezirk Zwettl in Niederösterreich.

## Geografie
Die Vorstadt war östlich an Allentsteig angebaut und befand sich östlich über dem Thauabach. Heute ist die Vorstadt vollständig mit Allentsteig zusammengewachsen und wird amtlich nicht mehr als eigener Ortsteil angesprochen, von den Bewohnern allerdings immer noch als Oberndorf bezeichnet.

## Geschichte
Die Obere Vorstadt dürfte im 16. Jahrhundert entstanden sein. Im Mai 1682 brach in der Vorstadt ein Feuer aus, das auf die Stadt übersprang und diese fast vollständig in Asche legte. Schweickhardt beschrieb den Ort mit 79 Familien, die Forstwirtschaft, aber auch Ackerbau und Viehwirtschaft betrieben. Nach der Eingemeindung im Jahr 1876 wurde eine Neunummerierung der Häuser durchgeführt, womit die zahlreichen Hinweise auf die Vorstadt getilgt wurden.